# Кобилочка-цвіркун
Коби́лочка-цвірку́н, цвірку́н (Locustella naevia) — горобцеподібний птах родини кобилочкових. Один із 3-х видів роду у фауні України, статус — гніздовий, перелітний. Невеликий (завбільшки з горобця) мешканець чагарниково-трав'яних заростей на заплавних луках. Веде потайний спосіб життя.

## Опис

### Морфологічні ознаки

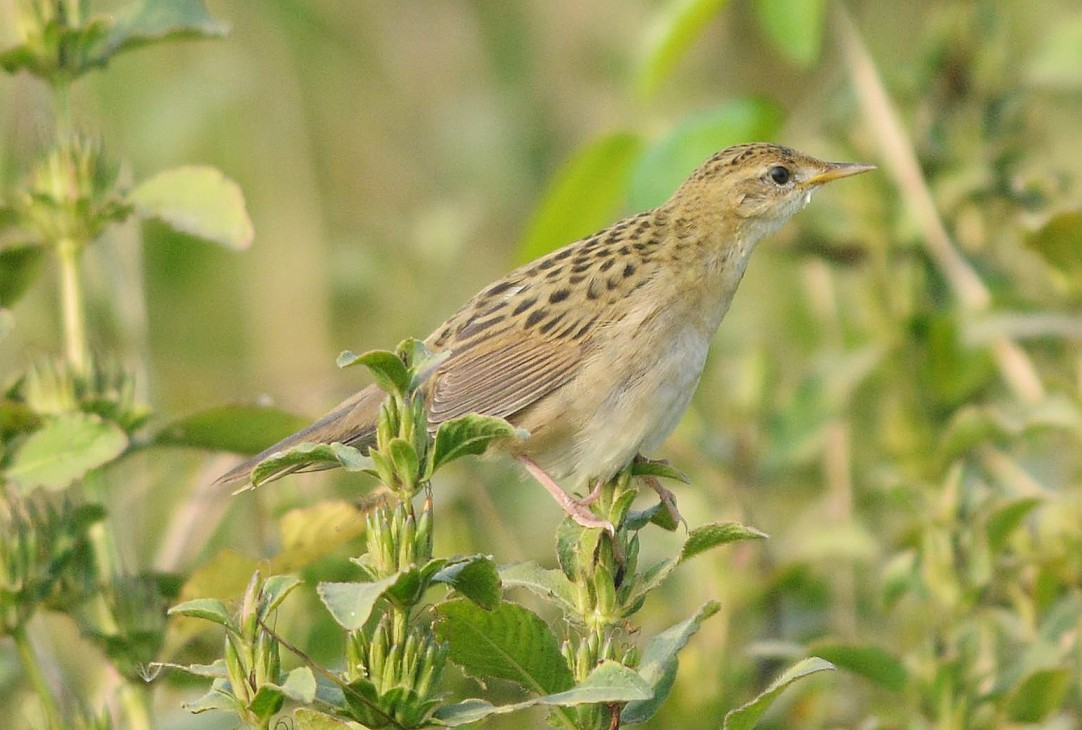

Маса тіла 13-14 г. Довжина тіла близько 13 см. Забарвлення невиразне. Оперення верху буре, з чорно-бурими плямами на спині і покривних перах крил; «брови» білуваті, часто непомітні; низ білуватий, на боках тулуба дрібні темні риски; надхвістя і підхвістя з виразними темними рисками; махові пера бурі; хвіст східчастий, бурий, іноді з ледь помітними темними поперечними смугами; дзьоб бурий; ноги світло-бурі. Статевий диморфізм не виражений.
Від решти кобилочок відрізняється темними плямами на спині і покривних перах крил, виразними темними рисками на надхвісті і підхвісті, а також піснею.

### Звуки
Співає в сутінках і вночі. Пісня — довготривале «црррр…», що нагадує пісню солов'їної кобилочки, але вища за тональністю і повільніша. Безперервна трель може тривати одну — дві хвилини. Після короткої перерви у декілька секунд кобилочка знову починає стрекотати.

## Поширення
Кобилочка-цвіркун поширена в Євразії від північної частини Піренейського півострова, західної Франції і північної Італії на схід до Мінусинської улоговини, південно-східного Алтаю, улоговини Великих Озер у північно-західній Монголії, котловини оз. Зайсан. На північ до Британських островів, південно-східної Швеції, південної Фінляндії, Онезького озера, між Онезьким озером і Уральським хребтом до 61-ї паралелі, в басейні Іртишу до 59-ї паралелі, від долини Іртишу межа простягається до Салаїрського кряжу і Мінусінської улоговини. На південь до середньої Італії, колишньої Югославії, північного і північно-західного узбережжя Чорного моря, Грузії, Вірменії. У долині Волги на південь до 49-ї паралелі, в долині Уралу до 50-ї паралелі, до нижньої і середньої частини Сирдар'ї, Алайського і Ферганського хребтів, долини Атбаши у Внутрішньому Тянь-Шані, східної котловини озера Іссик-Куль, ймовірно до Східного Тянь-Шаня. Є знахідки на південніх Курильських островах (Кунашир, Шикотан, Ітуруп), де гніздування передбачається.
Зимує в тропічній Африці.
В Україні гніздовий і перелітний птах лісової смуги, крім Карпат. Найбільш численним є у Західному Поліссі. Мігрує на всій території.

## Чисельність
Чисельність в Європі оцінена в 840 тис.—2,2 млн пар, в Україні — 5—8 тис. пар.

## Місця існування
Населяє більш відкриті місця, ніж близький до нього вид — кобилочка солов'їна. Це заплавні луки (переважно мокрі) з високою, але розрідженою рослинністю і групами кущів, вербово-очеретяні зарості вздовж берегів водойм (річок, стариць, ставків). Оселяється також у вологих молодих лісах по узліссям, на галявинах, по берегах канав та невеликих річок. Може оселятись на полях із багаторічними травами або зерновими культурами на меліорованих землях, перелогах, пустирях та в інших відкритих антропогенних ландшафтах. Під час прольоту трапляється у високотрав'ї та чагарниках уздовж річок, озер та ставків, у густому бур'яні та у лісосмугах.

## Гніздування

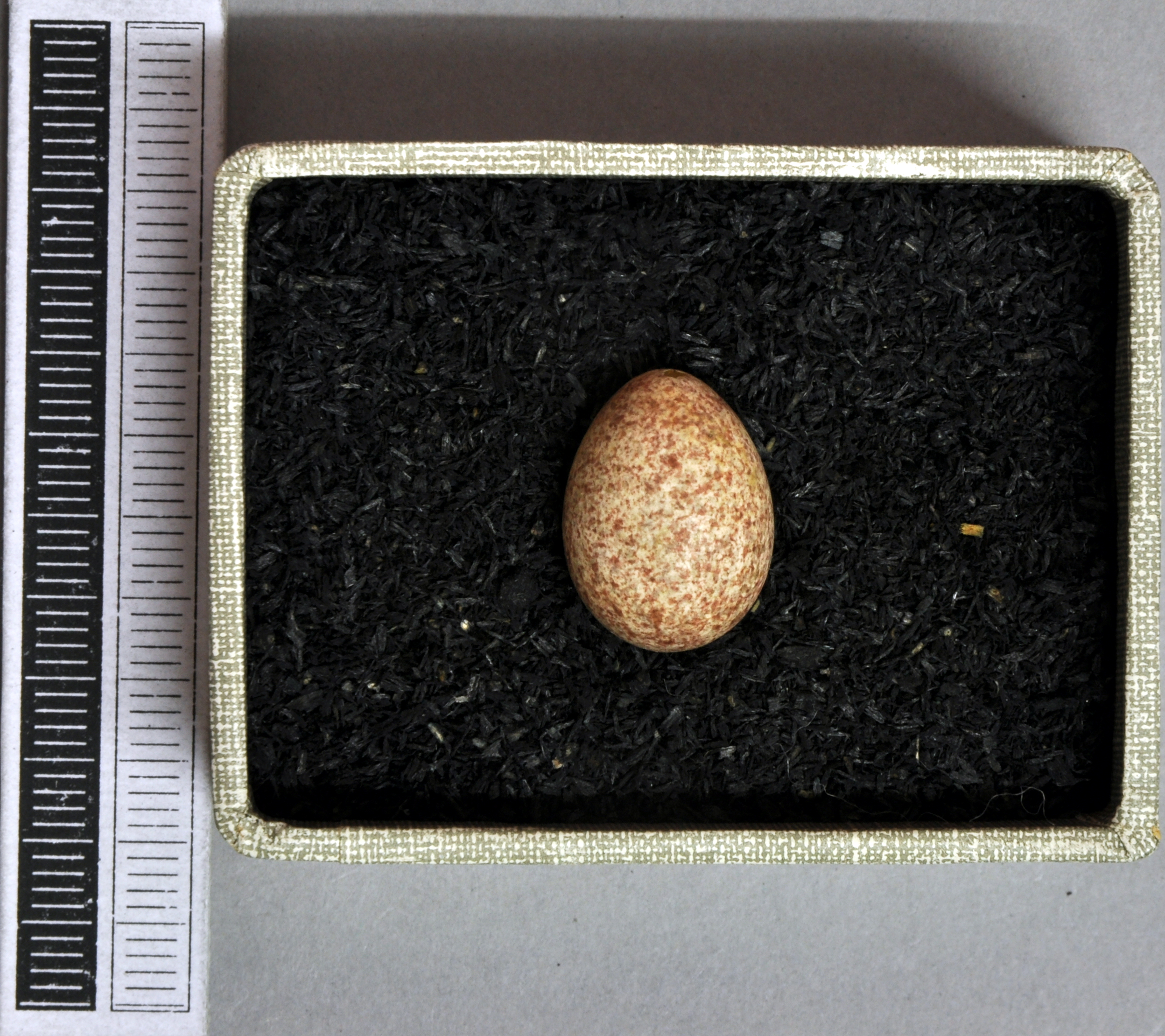
Яйце кобилочки-цвіркуна в оологічній колекції

Статева зрілість настає у віці близько одного року. Птахи прилітають на місця гніздування на території України в III декаді квітня — першій половині травня. Гніздиться окремими парами. Гніздо влаштовують на землі, воно ретельно приховане. Гніздо будують обидва птахи, в ямці під травою або купкою сухого очерету. Будівельний матеріал викладається у формі рихлої чаші, краї якої лише трохи піднімаються над краєм ямки. Лоток птахи вистилають тонкою травою, пір'ям, шерстю. Кладку з 4-7 рожевувато-білих, з рожевими плямами яєць насиджують обидва птахи, 13-15 діб. Середні розміри яєць кобилочки-цвіркуна в Європі — 17,90×13,72 мм. Відкладання яєць відбувається в травні. Пташенята залишаються в гнізді приблизно 2 тижні. Відліт триває в серпні-вересні.

## Живлення
Живиться різноманітними безхребетними: павуками, молюсками, комахами та їх личинками.

## Загрози та охорона
На чисельність виду може негативно впливати осушення боліт, оскільки зарослі очеретом, травою і чагарниками перезволожені ділянки є основним біотопом, де гніздиться та живиться птах.
Перебуває під охороною Бернської конвенції.